# Гостеприимный гетеризм
Гостеприимный гетеризм появляется на ранних этапах развития человеческого общества. Под гостеприимным гетеризмом подразумевают обычаи, при которых хозяин предлагает свою жену или дочь гостю, имевшие большое распространение среди многих первобытных народов. Ряд исследователей считает, что гостеприимный гетеризм, иначе гостеприимная (гостевая) проституция, не имеет никакого отношения к собственно проституции и, вероятнее всего, является пережитком древних культур матриархата.

## На Востоке

### В Финикии
Гостеприимная проституция существовала в древней Финикии, сосуществуя в неразрывной связи с культовой проституцией, о чём оставили свидетельства историки церкви Аврелий Августин (в труде «О граде Божьем») и Сократ Схоластик, которые подтвердили, что у финикийцев был обычай гостеприимной проституции.

### В Индии
В индуизме гостеприимная проституция является формой ритуальной проституции. В Атхарва-веде описываются ритуалы, связанные с культом плодородия, в которых важная роль отводилась священникам или чужеземцам, прибывавшим из древнего государства Магадха. Русский путешественник Афанасий Никитин также отмечал наличие этого обычая:

В Индийской земле купцов поселяют на подворьях. Варят гостям хозяйки, и постель стелют хозяйки, и спят с гостями.
— «Хождение за три моря», т.7
Исследователи отмечают, что до наших дней во многих странах незнакомцев или иностранцев рассматривают, как ритуально нечистых и носителей неизвестных сил, из-за чего считается, что сохранение дистанции является самым правильным проявлением «уважения» к ним. По этой причине чужеземцам нередко поручались опасные задания, связанные, например, со сбором урожая, так как для совершения ритуалов плодородия и искупляющих ритуалов часто требовалось преодоление определённых табу. Нередки случаи, показывающие, что чужестранцев, как представителей «духа зерна», даже убивали или заставляли заменять человека, которого должны были убить. Как хорошо известно, ритуальная дефлорация, направленная на устранение опасности первого коитуса, а также как гарантия результативности сексуальных качеств, часто осуществлялась священником или чужеземцем, так как их считали обладающими половой потенцией. Эти верования и обычаи объясняют роль, которую играли чужеземцы в священной проституции.

### В Тибете
В Тибете местный институт гостеприимной проституции, который изначально существовал во многих районах Азии, также является услугой, предлагаемой и принимаемой монахами, и считается одним из видов ритуальной дефлорации, которой подверглись, согласно свидетельству очевидца, большинство всех девушек, при этом не считается, что их родственники были этим опозорены.

### В Китае
Обычаи гостеприимной проституции существовали у племен, населявших Китай в эпоху династии Ляо. В хрониках описывается, что у племени чжурчжэней существовал обычай гостеприимной проституции, который наблюдали посланники династии Ляо, путешествовавшие по их стране. Чжурчжэни предоставляли им жилье, а также незамужних девушек, которые прислуживали им. Роберт ван Гулик отмечал, что у самих китайцев такого обычая не было, и сообщая о «сексуальном гостеприимстве» на территории Китая, Марко Поло описывает некитайские племена.

## У народов Севера
Обычаи и ритуалы гостеприимной проституции существовали также у народов Севера, включая северные народности Российской империи. Однако, «в брачно-семейных отношениях, то под влиянием русских и в связи с принятием христианства у алеутов к 1820 — 1840-м годам в основном исчезли отработка за жену и калым, многожёнство и так называемая гостеприимная проституция». Некоторые специалисты считают гостеприимную проституцию у северных народов, в частности у коми-зырян, пережитком группового брака. Вместе с тем, обычаи, существовавшие у северных народов, чаще определяют, как «гостеприимный гетеризм».

## В Европе

### В Албании
Феномен гостеприимной проституции существовал в древности на севере Албании и в южных регионах Румынии. Хозяин дома согласно требованиям албанского гостеприимства предлагал гостю не только пищу и ночлег, но и сексуальные услуги женщин, живших в доме.